# Крестовый поход Хроно
«Крестовый поход Хроно» (яп. クロノ クルセイド Куроно Курусэйдо, англ. «Chrono Crusade») — манга Дайсукэ Мориямы. Первая глава вышла 1 декабря 1999, а последняя — 10 июня 2004. Всего вышло 8 томов в формате танкобона, и манга официально считается законченной.
«Крестовый поход Хроно» экранизировала студия Gonzo. Снятый режиссёром Ю Ко, аниме-сериал выходил с 25 ноября 2003 по 10 июня 2004 года (24 серии по 25 минуты каждая). Трансляции шли на японском канале Fuji TV и на российских каналах Муз-ТВ, 2x2 и FAN и Cartoon Network.
В 2005 году сериал был озвучен на русском языке студией «Камертон» и издан на DVD компанией MC Entertainment.
С 16 сентября 2012 года сериал выходил на русском языке на канале «Cartoon Network» и издан на BD компанией Reanimedia.

## Сюжет
Золотые двадцатые. Время, когда ночная тьма всё ещё была непроглядна. После окончания Первой мировой войны Америка испытывала небывалый экономический подъём. Однако её неожиданный расцвет привлёк незваных гостей. Невидимых глазу, пресмыкающихся в ночи, не принадлежавших к человеческому роду... Это было время, когда свет науки ещё не успел разогнать ночную тьму, и наша история — про тех, кто боролся с её созданиями.Манга «Крестовый поход Хроно», том  1, глава 1
Сюжет «Крестового похода Хроно» основан на сложных отношениях между героями и их прошлым. События аниме разворачиваются в Нью-Йорке в 1928 году, в то время как в манге действие происходит четырьмя годами ранее. Экономическое развитие, последовавшее после окончания Первой мировой войны, соседствует с возросшим уровнем активности тёмных сил. Магдаленский орден — организация, с разрешения властей занимающаяся экзорцизмом и борьбой с демонами. Основная сюжетная линия крутится вокруг членов ордена Розетты Кристофер, пытающейся отыскать своего пропавшего брата Иешуа, и демона Хроно, ставшего на путь праведности. Однако демоны-грешники, возглавляемые коварным Айоном, ставят перед собой цель поменять местами ад и рай.
Сюжет аниме тесно переплетается с действием манги примерно до середины, однако затем развитие действия серьёзно отличается и даже приводит к другому концу.
Хотя в аниме используется терминология католической церкви, однако имеет место достаточно вольное обращение как с данными о внутренней жизни католического монастыря, так и с информацией о богословских воззрениях церкви. Однако одно из самых знаковых событий произведения — явление Девы Марии трём детям в 1917 году в португальском городе Фа́тима — официально признанный католической церковью факт.

## Персонажи

### Основные
Хроно (яп. クロノ Куроно) — Могущественный демон, помогающий людям. По сюжету, когда другая героиня, Розетта, была ещё ребёнком, они с Хроно заключили договор. Хроно должен находиться в облике 12-летнего мальчика и не использовать никаких способностей, которых у него и так почти не осталось из-за потери своих рогов (рога у демонов служат способом получения энергии из жизненного потока). Символ их договора — это часы, отмеряющие минуты до конца жизни заключившего договор и ограничивающие силы Хроно. Когда Розетта снимает печать с часов, Хроно получает свою силу, возвращается в свой истинный облик. Время жизни Розетты сокращается пропорционально времени, которое Хроно находится в облике демона. В отличие от аниме, в манге может использовать свою силу и не открывая часов, например, для изгнания духа, создание небольшого барьера или лечение мелких ран, но время у Розетты это все равно забирает. При самостоятельном взламывании часов выкачивает жизнь из всего окружающего. Он не любит принимать облик демона, так как не хочет тратить время жизни Розетты — близкого и дорогого ему человека. Когда-то давно Хроно был союзником Айона, за соучастие в заговоре в аду получив прозвище «Убийца ста миллионов демонов», но затем встретил Марию, которая изменила его представление об Айоне. В результате Хроно добровольно покинул Айона, при этом потеряв свои рога, а Мария отдала свою жизнь за то, чтобы жил Хроно. Спустя много лет, он встречает Розетту и сражается вместе с ней на стороне Магдаленского ордена.
Сэйю: Акира Исида
Розетта Кристофер (яп. ロゼット・クリストファ Розэтто Курисутофа) — 16-летняя монахиня и экзорцист Ордена Святой Магдалены, ищущая своего младшего брата Иешуа. Решительная, любопытная, вспыльчивая, часто свою злость вымещает на Хроно, грубая, не стесняется в выражениях, немного алчная, склонна к игре на автоматах. Любит поспать и хорошо покушать. Не любит оставаться в долгу. Добрая и отзывчивая, терпеть не может ждать, все время рвется вперед и готова встретиться с любой опасностью, лишь бы не быть вынужденной ждать… Для достижения цели использует все имеющиеся в запасе средства, даже если это будет против правил. В своих оплошностях может винить других, чаще всего — Хроно. Умеет водить машину, хотя часто лихачит (она разбила несколько машин). Очень хороший стрелок, использует Colt M1911 и Mauser C96 . В детстве, когда ей было 12 лет, она заключила контракт с демоном по имени Хроно. Предметом их договора стали часы, которые сдерживают силу Хроно. Когда с них снята печать, Хроно снова может пользоваться своей силой, но при этом он забирает жизненную энергию Розетты, тем самым укорачивая ей жизнь. Из-за того, что её жизнь очень короткая, она стремится как можно скорее найти своего брата. Очень сильная характером, она никогда не сдается. И даже в самые трудные минуты сохраняет надежду. Незаметно для себя она полюбила Хроно, он тоже любит её.
Сэйю: Томоко Каваками
Иешуа Кристофер (яп. ヨシァ クリストファ Ёсюа Курисутофа) — Младший брат Розетты, один из семи Апостолов, умел лечить других, но не мог исцелить собственную болезнь. Когда Иешуа и Розетта были детьми, они случайно обнаружили гробницу Марии Магдалены, освободили демона Хроно, который стал другом Иешуа и Розетты. Поскольку жалость других людей только раздражала Иешуа, этим воспользовался Айон, предложив ему силу в виде рогов Хроно. В дальнейшем, почти потеряв память и попав под демонической влияние, становится одним из подручных Айона. Иешуа обладает как демонической силой, так и сохранившимися способностями апостола, что делает его чрезвычайно опасным противником. Благодаря рогам Хроно может останавливать время (первой жертвой этой способности стали обитатели приюта, где росли Иешуа и Розетта). По замыслу Айона, Иешуа должен был противостоять воле Пандемониума и направить на неё астральные потоки. Сочетание апостольской и демонической силы и отсутствие в теле легионов делало из него идеального кандидата. Психическое состояние Иешуа было крайне не стабильно: из-за рогов Иешуа слышал постоянный шум, который сводил его с ума (в манге объясняется, что это результат конфликта его святой и демонических сущностей), кроме того, он страдал частичной амнезией. В манге он знал, что у него есть сестра Розетта, но ничего не помнил о ней и при этом считал своей сестрой Флоретту. В аниме он считал Флоретту своей единственной сестрой. В манге, когда он остался без рогов, то пришёл в себя, став абсолютно нормальным. Впоследствии он вступает в орден, что бы искупить свою вину. В аниме Иешуа психически остался 12-летним мальчиком, не помня никого из своих близких кроме сестры.
Сэйю: Дзюнко Минагава
Сателла Хавенхайт (яп. サテラ・ハーベンハイト Satera Hābenhaito) — Девятнадцатилетняя охотница на демонов родом из Германии, младшая сестра Флоретты. Её прозвища ― Колдунья и Призывающая Камни. Очень богата, занимается продажей антиквариата. Кажется высокомерной, но в действительности любезная и одинокая женщина, ищущая свою старшую сестру Флоретту, единственного оставшегося в живых члена её семьи. Её компаньон ― старый дворецкий Штайнер. В манге имеет большую симпатию к Хроно. Когда Сателле было девять лет её родители были убиты «безрогим демоном», а сестра Флоретта похищена. С тех пор она отчаянно искала свою сестру и демона-убийцу, но десять лет поисков не дали результатов. Сателла почти отчаялась, но, встретив Розетту, пересмотрела свои взгляды на жизнь. Помогала Розетте и Хроно в поисках Иешуа, а те в свою очередь помогали Сателле искать Флоретту. Сателла может использовать силу драгоценных камней и призывать их духов. В аниме её камни носят названия месяцев (в манге название камня упоминалось лишь раз). В манге духи носят немецкие названия:
- Храбрый Май (зеленовато-голубой камень), дух — огромный рыцарь (Ritter juwel в манге), используется в большинстве сражений.
- Глубокий Март, дух — рыбообразное создание (Tiefer fish в манге), используемое для полётов и быстрых перемещений.
- Очищающий Февраль (сиреневый камень) ― вызывает шарообразное существо, обстреливающее множество противников своими иглами. Был только в аниме.
- Урожайный Октябрь ― затягивает противника и призывальщицу в некое измерение, отрезая от остального мира (только в аниме).
- Твёрдый Август, дух ― львинообразное создание, использовался для быстрого перемещения (появляется только в манге).

Несмотря на свою ненависть к демонам, в манге есть намеки на её демоническое происхождение: во время убийства её семьи Айон называет родителей Сателлы и Флоретты «одними из нас». Кроме того, магия камней используется демонами для хранения душ грешников, а один из вызванных духов напоминает корабль демонов ― Пандемониум. Ближе к концу вынуждена вступить в бой с Флореттой. Дальнейшая её судьба в манге и аниме отличается. В аниме погибает в бою, успев уничтожить сестру. Согласно манге, Сателла с сестрой подверглись кристаллизации и были обнаружены в 1994 году, спустя много лет после битвы, на берегу близ Ньюпорта, штат Орегон. Их переправили в исследовательский центр в Чикаго. 4 года там пытались обратить процесс кристаллизации, но безуспешно, однако феврале 1999 года она неожиданно приходит в норму и от её предыдущего состояния не осталось и следа. О Фиоре было ничего не известно, но велись активные поиски. Из видеозаписи, которую сняла Азмария, всегда надеясь на её возвращение, Сателла узнала, что случилось со всеми после её кристаллизации.
Сэйю: Митико Нэя
Азмария Хендрик (яп. アズマリア・ヘンドリック) — 12-летняя девочка из Фа́тимы, Португалия. Родилась 12 марта 1912 года. Она одна из семи апостолов — апостол Милосердия. Обладательница великолепного сопрано, её голос волшебным образом воздействует на окружающих (в основном, она исполняет греко-римские песнопения), он придаёт им силы и может даже лечить. Получила эти силы во время явления Девы Марии, в 1917 году в Фатиме. Не умеет врать, очень робкая, вежливая, тихая и пугливая, но хочет доказать Розетте, что она может быть смелой и помогать другим. Часто не может постоять за себя, но волнуется за других, забывая о себе, всеми силами пытаясь помочь, даже жертвуя собой. Очень сострадательна, когда она увидела, сколько людей пострадало при её попытке к бегству из дома Рикардо, её силы в первый раз заработали полностью. В трагедиях и неудачах, которые окружают её, обвиняет себя. Не страшится заниматься уборкой. Потеряла обоих родителей во время войны, после чего её отправляли от одних родственников к другим. Все те церковные хоры, в которых она выступала, бесследно исчезли (впоследствии было выяснено, что они были убиты), а Азмарию удочерил Рикардо Хендрик. Впервые встречается с Хроно и Розеттой в казино Рикардо, где живёт и работает. Орден давно наблюдал за Рикардо Хендриком, и подозрительное удочерение Азмарии заставило его принять активные действия. Розетта освобождает Азмарию и берет с собой в орден. После смерти Розетты Азмария стала монахиней Магдаленского монастыря. Дальнейшая её судьба в аниме не известна. В манге после пребывания в Пандемониуме она лишилась своего дара, могла видеть лишь то, что доступно взгляду обычного человека, но сохранила память о тех событиях. Она прожила долгую жизнь, дожив до 1998 года, у неё был внук, который работал в исследовательском центре, где пытались вернуть к жизни Сателлу. Она очень надеялась, что настанет день, когда Сателла очнётся и она сможет поговорить с ней, она не дождалась всего лишь несколько месяцев.
Сэйю: Саэко Тиба

### Второстепенные
Айон — главный отрицательный персонаж. Демон, являющийся предводителем Грешников. Хотел создать новый мир, дабы прекратить бесконечный круг бытия, «поменять ад и рай местами». До смерти Марии Магдалены Хроно искренне считал его другом, однако вскоре Айон вырвал его рога. Для совершения переворота убил Пандемония, использовав её голову как «врата Апокалипсиса». Из-за смерти Марии Магдалены и восстания Хроно план Айона сорвался, заставив его исчезнуть на неопределённый период времени. В следующий раз он появляется после знакомства Розетты и Иешуа с Хроно. Отдав Иешуа рога Хроно, он полностью меняет жизнь героев. Забрав младшего брата Розетты, Айон вновь исчезает. За то время он смог почти полностью подготовиться к новому перевороту, найдя большую часть Апостолов. Также известно, что каждый раз, когда Айон возвращается на Землю, идёт кровавый град, Луна становится красной, а Солнце — чёрным.
Отец Гийом — после битвы в Пандемониуме перевёлся работать в Нью-Йорк: там у Ордена вечно не хватало сотрудников. Стал вместо Ремингтона ассистентом сестры Кейт по проведению боевых операций.
Сестра Кейт (яп. ケイト・ヴァレンタイン Кэйто Варэнтайн) — настоятельница монастыря, призвание, которому она посвятила всю жизнь. Безапелляционна и вспыльчива, с ней трудно спорить. Часто отчитывает Розетту за плохо выполненные задания, читает ей нотации. В порыве гнева может поломать находящиеся вблизи вещи (ручку, окно). Своим поведением и неаккуратностью Розетта выводит её из себя. С остальными она ведёт себя культурно и благочестиво. Имеет проблемы с желудком. Изначально относилась к Хроно с подозрением и настороженностью, считая его опасным демоном, но потом, увидев насколько крепка дружба Розетты и Хроно, она успокоилась.
Сэйю: Ёсико Сакакибара
Реллэй — демон-преследователь, обычно спокоен и рассудителен, но как только речь заходит о Хроно, он теряет над собой контроль. Он проиграл Хроно, его тело было практически уничтожено, но благодаря тому, что Рикардо вызвал его, он смог восстановить своё тело. Реллэй искал Хроно, но не мог найти из-за того, что силы последнего были запечатаны. Смог полностью восстановиться, обманув Рикардо, забрав все вызванные Азмарией силы с помощью рецептора, таким образом он не только избавился от оков, но и смог залечить все раны, нанесённые когда-то Хроно, даже своё изуродованное лицо, которое он прятал под маской. Розетта смогла выстрелом повредить его рецептор, и Хроно убил его, вырвав ему сердце.
Преподобный Эван Ремингтон (яп. ユアン・レミントン Юван Рэминтон) — очень мил и симпатичен, приятен в общении. Является опекуном Розетты. Благосклонен к ней, всегда поддерживает, подбадривает, защищает от сестры Кейт. Розетта в его присутствии краснеет. Она восхищается им и именно из-за него она стала экзорцистом. В аниме выясняется, что он был ангелом, посланным Богом для наблюдения. В манге, давно, в одной из стычек с демонами он был серьёзно ранен. Медики Ордена сделали все что было в их силах, но это не могло исправить ситуацию. И тогда, для того чтобы сражаться с демонами на равных, он собственное тело превратил в подобие их тел. 40 % тканей его тела состоят из имплантированных «легионов». Это требовало от него огромной силы воли, так как потеря контроля над «легионами» значила смерть. Ушел из спецподразделения Ордена, как только Старшой вышел на пенсию. Имел небольшой приход во Франкфурте, штат Индиана. Со временем ему стало становиться хуже.
Сэйю: Сё Хаями
Флоретта Хавенхайт, [также Фиоре] — старшая сестра Сателлы. Используется Айоном для создания «камней заклинателя» и ухаживания за Иешуа. Во время нападения на её дом, потеряла много крови, однако Шейдер удалось спасти её, но после этого она стала куклой. Она исполняет приказания Айона, не имеет никаких воспоминаний о своей прошлой жизни. Потеряла все чувства; единственный, кто вызывает настоящие эмоции — это Иешуа, на него она перенаправила всю свою любовь к сестре. Умеет великолепно готовить. В манге она оказывается жива, как и Сателла, вместе с Шейдер. Она видела Сателлу на могиле Розетты, но не подошла.
Рикардо Хендрик — приёмный отец Азмарии. Был болен туберкулёзом. Является владельцем сети роскошных гостиниц и казино в Лас-Вегасе. Находится в «чёрном списке» Ордена. Известен как коллекционер разных оккультных артефактов. Он — заклинатель демонов. Является хозяином Реллэя — он запечатал его, может наказывать с помощью кольца, вызывая цепи, которые причиняют демону боль. Из-за возраста не может высвобождать свои силы, кроме как используя аппаратуру и накопители энергии. Убит Реллэем. В аниме он хотел использовать Азмарию для себя, так как его тело было сильно повреждено во время войны и разлагалось. Когда ритуал был прерван, он превратился в прах.
Эдвард Хэмилтон (яп. エドワード・ハミルトン Эдова:до Хамирутон) — начальник оружейно-конструкторского отдела в Ордене, занимается разработкой оружия и других приспособлений для монастыря. В Ордене у него есть собственная лаборатория по производству оружия. Имеет веселый нрав, также любит заглядывать девушкам под юбки, за что Розетта называет его старым извращенцем. В 1929 покинул пост главного оружейника Ордена и стал заниматься подготовкой молодых кадров. В преклонных годах начал жаловаться на боль в пояснице.

### Встречающиеся только в манге
Элизабет Гутенберг — для друзей просто Бэт, первый друг Хроно и Розетты в Магдалинском монастыре, была старостой в классе Розетты, следила за поведением других послушниц. Ей приходилось всякий раз всё улаживать перед сестрой Кейт, когда Розетта устраивала всякие безобразия. Довольно упряма и резка в суждениях, поэтому постоянно спорила и выясняла отношения с Розеттой, так как ненавидит, когда люди безответственно относятся к взятым на себя обязательствам и нарушают правила. Но после того, как Хроно спас ей жизнь и она увидела их общую работу с Розеттой, она поняла, что от правил иногда можно отступаться. Она приехала в монастырь только потому, что отец очень настаивал на этом, он был очень ревностным священником. Спустя месяц после его смерти, незадолго до 14-летия Розетты, она покинула монастырь и вернулась домой к маме, поняв, что монастырская жизнь не для неё. Она исполнила свою старую заветную мечту и стала очень успешным практикующим врачом. Она была наблюдающим врачом Розетты, когда той стало становится хуже, поддерживала и приободряла её. Также наблюдала за Штайнером.
Мельда Хендрик — жена Рикардо Хендрика. Погибла при взрыве во время войны. Её тело было уничтожено, но Рикардо удалось воссоздать его заново, используя клетки из её сохранившегося пальца. Биологически она была жива, но душа не вернулась в тело. Тёмные силы и демоны не способны сделать это, поэтому Рикардо использовал Азмарию, так как её голос открывает астральный путь. Он надеялся используя аппаратуру возвратить воспоминания жены о её жизни в тело и таким образом воскресить её. Он хотел, чтобы Мельда стала матерью Азмарии. Во время предательства Реллэя, колба, где она находилась, лопнула.

## Музыкальное сопровождение
- Открывающая тема аниме-сериала — «Tsubasa wa Pleasure Line» (исполняет Минами Курибаяси).
- Закрывающая тема аниме-сериала — «Sayonara Solitaire» (исполняет Саэко Тиба).

Также вышли два сборника музыкального сопровождения и несколько Drama CD (альбомов сценок, разыгрываемых актёрами озвучивания):
- Drama CD I «Hajimari no Keiyakusha» («The Contractor of the Beginning»)
- Drama CD II «Eien no Jikan» («The time of eternity»)
- Drama CD III «Hajimari no Jikan» («The time of the beginning»)
- Drama CD IV «Chrno Crusade Museum»

### OST 1 — «Gospel I»
Chrono Crusade Original Soundtrack Gospel I — первый из OST'ов к аниме Крестовый поход Хроно.

Два последних трека — открывающая и закрывающая темы аниме, исполненные Минами Курибаяси и Саэко Тиба, соответственно.
На обложке диска изображены Розетта Кристофер и Хроно.
| Список композиций | Список композиций                             | Список композиций |
| Трек              | Название                                      | Продолжительность |
| ----------------- | --------------------------------------------- | ----------------- |
| 01                | Prologue                                      | 1:35              |
| 02                | Monster’s Arrival                             | 1:39              |
| 03                | Exorcist’s Theme / Exorcist no Theme          | 2:09              |
| 04                | Premonition ~ Confrontation                   | 2:18              |
| 05                | Saintly Prayer                                | 2:05              |
| 06                | Hymn                                          | 0:25              |
| 07                | Azumaria’s Superb Poem                        | 1:10              |
| 08                | Chrno’s Invocation ~ Soaring                  | 2:01              |
| 09                | The Battle Between the Light and the Darkness | 2:06              |
| 10                | Militia Mobilization                          | 1:39              |
| 11                | Contract                                      | 2:04              |
| 12                | Meeting                                       | 1:53              |
| 13                | The Passing Heart                             | 2:06              |
| 14                | Bonds                                         | 1:59              |
| 15                | Azumaria’s Solitude                           | 2:00              |
| 16                | Tranquility and Hope                          | 2:00              |
| 17                | Charming Azumaria                             | 1:24              |
| 18                | The Stupid and Clumsy Rosette                 | 1:46              |
| 19                | High Tension Rosette                          | 2:00              |
| 20                | Big Action Rosette                            | 1:56              |
| 21                | The Dreaming Boy ~ Joshua                     | 1:36              |
| 22                | Chrno’s Kindness                              | 1:52              |
| 23                | A Cool-headed Smile                           | 1:46              |
| 24                | Tragic Memory                                 | 1:51              |
| 25                | Astral Line                                   | 1:03              |
| 26                | Tsubasa wa Pleasure Line (TV size)            | 1:34              |
| 27                | Sayonara Solitaire (TV size)                  | 1:33              |

### OST 2 — «Gospel II»
Chrono Crusade Original Soundtrack Gospel II — второй OST к аниме «Крестовый поход Хроно».
На обложке диска изображены Розетта Кристофер и Азмария Хендрик.
| Список композиций | Список композиций    | Список композиций |
| Трек              | Название             | Продолжительность |
| ----------------- | -------------------- | ----------------- |
| 1                 | Makai                | 2:07              |
| 2                 | Inbou                | 1:50              |
| 3                 | Aion no Yabou        | 1:39              |
| 4                 | Militia no Katsuyaku | 1:28              |
| 5                 | Kuroi Shougekiha     | 2:45              |
| 6                 | Hakai no Ato         | 1:53              |
| 7                 | Zetsubou no Rosette  | 2:05              |
| 8                 | Rosette no Kunou     | 1:39              |
| 9                 | Seijo Magdalena      | 2:00              |
| 10                | Magdelena no Yogen   | 2:14              |
| 11                | Azmaria no Uta       | 2:38              |
| 12                | Chrno no Kanashimi   | 2:02              |
| 13                | Kyouki Hatsudou      | 1:48              |
| 14                | Make no Chikara      | 1:55              |
| 15                | Jaaku Narumono       | 1:42              |
| 16                | Monster no Kyouki    | 1:57              |
| 17                | Shinobi Yoru Kage    | 1:55              |
| 18                | Shoujo Magdalena     | 1:56              |
| 19                | Dance Stage          | 2:43              |
| 20                | Satela no Kako       | 1:48              |
| 21                | Namegata Fumei       | 1:52              |
| 22                | Seiken he no Kibou   | 2:04              |
| 23                | Saigo no Hibi        | 2:42              |
| 24                | Kudai Sesou          | 1:48              |

## Медиа

### Манга
Написанный и иллюстрированный Дайсукэ Мориямой, Chrono Crusade состоит из 58 глав, которые называются «Деяния». Премьера состоялась в ноябрьском выпуске «Dragon Age» за 1998 год и продолжалась до его выхода в июньском выпуске 2004 года. Отдельные главы были опубликованы Kadokawa Shoten в восьми томах «танкобон» с декабря 1999 года по сентябрь 2004 года. Произведение была лицензирована для выпуска на английском языке в Северной Америке компанией ADV Manga в 2004 году. Помимо выпуска всех восьми томов серии, ADV Manga опубликовала некоторые главы серии в своем журнале аниме и манги Newtype USA. Манга была выпущен на английском языке в Австралии и Новой Зеландии компанией Madman Entertainment. Также была получена лицензию на региональные языковые выпуски во Франции от Asuka, в Мексике от Grupo редакционного Vid, в Италии от Planet Manga, в Германии от Carlsen Comics, в Венгрии от Mangafan и в Дании и Швеции от Mangismo.
Начиная с января 2010 года в Японии выпускалось переиздание Chrono Crusade по два тома в месяц. Они показали совершенно новый дизайн книги и художественные работы. Следует отметить решающее исправление орфографии от «Chrno» до «Chrono» после заявления издателей Moriyama во время первоначального издания. Сам логотип серии претерпел значительные изменения, возможно, в виде неоднозначности по сравнению с логотипами видеоигр Chrono Trigger и Chrono Cross, которые также содержали часы в первой букве C в названии и вызывали некоторую путаницу среди поклонников. Перепечатка включает в себя совершенно новые художественные работы на каждом томе с минимальным орнаментом, каждый из которых по одному персонажу (по порядку: Розетта, Хроно, Сателла, Азмария, Айон, Мэри, Фиоре) до последнего тома с коллажем из основного состава, в том числе Джошуа, сестра Кейт и отец Ремингтон.

### Ранобэ
Адаптация в виде ранобэ, под названием «Chrono Crusade: Wings, They are the Light of the Soul» (クロノクルセイド: 翼よ、あれが魂の灯だ Крестовый поход Хроно: Крылья, они свет души) опубликован издательством Kadokawa, 20 апреля 2004 года. История написана Хироси Томинагой и проиллюстрирована Хироси Миядзавой, этот роман является оригинальной побочной историей для сериала, в котором сестра Розетта и Кроно исследуют странные события в Сент-Луисе.

### Аниме
Премьера экранизации состоялась телеканале Fuji TV с 25 ноября 2003 года по 10 июня 2004 года. Производством занималась Gonzo, под руководством режиссёров Ко Ю и Тосиюки Като, по сценарию Томиока Ацухиро, Ёсимура Киёко, Хосоно Юдзи, музыкальное сопровождение написали композиторы, Нанасэ Хикару, Кадзиура Юки, Агэмацу Нориясу, а за дизайн персонажей отвечал Курода Кадзуя. Изначально сериал был лицензирован для выхода на английский язык в Северной Америке от ADV Films, Kadokawa Video, Happinet Pictures и The Klock Worx, которые транслировали свою английскую дублированную версию сериала на Showtime Beyond в США с 17 февраля 2006 года по 28 июля 2006 года. 25 июня 2010 года, дистрибьютор аниме Funimation объявил на своей онлайн-панели FuniCon 4.0, что они приобрели североамериканскую лицензию на эту серию вместе с 3 другими бывшими издателями ADV, после закрытия ADV в 2009 году.

#### Список серий
| Список серий аниме | Список серий аниме                                                | Список серий аниме  |
| № серии            | Название                                                          | Трансляция в Японии |
| ------------------ | ----------------------------------------------------------------- | ------------------- |
| 01                 | Управляющая. Сестра Розетта «Сисута: Родзэтто» (シスターロゼット) | 25.11.2003          |
| 02                 | Заключившая сделку «Кэйякуся» (契約者)                            | 02.12.2003          |
| 03                 | Апостолы. Посланцы неба «Мицукай» (御使い)                        | 09.12.2003          |
| 04                 | Грешники. Падшие «Цумибито» (罪人)                                | 16.12.2003          |
| 05                 | Милития. Монастырские войска «Сю:до: Киси» (修道騎士)             | 23.12.2003          |
| 06                 | Колдунья. Заклинающая камни «Хо:сэки но Мадзё» (宝石の魔女)       | 06.01.2004          |
| 07                 | Демон «Акума» (悪魔)                                              | 13.01.2004          |
| 08                 | Мерзкий дождь «Кугуцу» (傀儡)                                     | 20.01.2004          |
| 09                 | Иешуа «Ёсюа» (ヨシュア)                                           | 27.01.2004          |
| 10                 | Рог «Сэнкаку» (尖角)                                              | 03.02.2004          |
| 11                 | Охотничий пёс Гавриила. Чудовище «Кэдамоно» (けだもの)            | 09.02.2004          |
| 12                 | Канун Рождества «Сэйя» (聖夜)                                     | 16.02.2004          |
| 13                 | Поезд с марионетками. Старшая сестра «Анэ» (姉)                   | 23.02.2004          |
| 14                 | Призыв. Молитва «Инори» (祈り)                                    | 01.03.2004          |
| 15                 | Преследователи «Оттэ» (追手)                                      | 08.03.2004          |
| 16                 | Верующий «Синко:ся» (信仰者)                                      | 15.03.2004          |
| 17                 | Сообщники «Кё:ханся-тати» (共犯者たち)                            | 22.03.2004          |
| 18                 | Фотограф. Четверо «Ёнин» (四人)                                   | 29.03.2004          |
| 19                 | Искупление грехов. Голова «Куби» (首)                             | 14.04.2004          |
| 20                 | Соблазн. Яд «Доку» (毒)                                           | 22.04.2004          |
| 21                 | Мария Магдалина «Магударэна» (マグダレーナ)                       | 29.04.2004          |
| 22                 | Прощай «Саёнара» (さよなら)                                       | 20.05.2004          |
| 23                 | Шум «Нойдзу» (ノイズ)                                             | 03.06.2004          |
| 24                 | Хроно «Куроно» (クロノ)                                           | 10.06.2004          |